# 樟木箭竹
樟木箭竹（学名：Fargesia ampullaris）为禾本科箭竹属下的一个种。

## 扩展阅读
- 維基物種上的相關：樟木箭竹